# Micrurus peruvianus
Espèce
Micrurus peruvianus est une espèce de serpents de la famille des Elapidae. 

## Répartition
Cette espèce se rencontre en Équateur et dans les régions de Cajamarca et d'Amazonas au Pérou.

## Description
L'holotype de Micrurus peruvianus mesure 415 mm dont 65 mm pour la queue.  Ce serpent corail présente une livrée composée d'anneaux noirs, rouges et jaunes. Les rayures noires sont au nombre de 25 à 27 sur le corps et de 4 à 9 sur la queue. C'est un serpent venimeux.

## Étymologie
Son nom d'espèce lui a été donné en référence au lieu de sa découverte.

## Publication originale
- Schmidt, 1936 : Preliminary account of coral snakes of South America. Zoological Series of Field Museum of Natural History, vol. 20, n. 19, p. 189-203 (texte intégral).